# Грубевож
Грубевож (устар. Грубе-Ю) — река в России, протекает в Ханты-Мансийском АО. Длина — 13 км. По левому берегу впадает в Хоймадъю на 20-м км.

## Данные водного реестра
По данным государственного водного реестра России относится к Нижнеобскому бассейновому округу, водохозяйственный участок реки — Северная Сосьва, речной подбассейн реки — Северная Сосьва. Речной бассейн реки — (Нижняя) Обь от впадения Иртыша.
Код объекта в государственном водном реестре — 15020200112115300025663.